# Boucle (album)
Pour les articles homonymes, voir Boucle.
Albums de Claire Diterzi
Iris
(2004) Requiem for Billy the Kid
(2007)
Boucle est le premier album solo de Claire Diterzi sorti le 24 janvier 2006 chez Naïve Records.

## Historique de l'album
L'album Boucle fait suite à la longue tournée de deux ans réalisée au Japon et dans le monde que Claire Diterzi a effectuée avec Philippe Decouflé pour son spectacle de danse contemporaine IIris, pour lequel elle jouait la musique en direct à chaque représentation. C'est le premier album solo de la chanteuse qui, dans les années 1990-2000, avait été la figure centrale des groupes Forguette Mi Note et Dit Terzi, avant leur dissolution.
Cet album, très personnel, est le fruit de l'expérience et du « vécu » de son auteur.

## Titres de l'album
1. Je me souviens de la neige – 3 min 25 s
2. T.O.C. – 4 min 28 s
3. Infidèle – 4 min 27 s
4. Charlie – 3 min 24 s
5. Sur le pont d'Avignon – 3 min 56 s
6. Les Clins d'œil – 4 min 12 s
7. Elle est du soir – 2 min 44 s
8. La Princesse arabe – 3 min 53 s
9. À genoux – 4 min 11 s
10. Sombre dimanche – 3 min 39 s
11. La musique adoucit les mœurs – 3 min 28 s

## Musiciens ayant participé à l'album
- Claire Diterzi : chants, chœurs, guitare
- Fabien Tessier : basse et programmation
- Floriane Bonanni (violon), Martin Blondeau (violon), Aurélia Souvigné Kowalski (alto), Jean-Claude Auclin (violoncelle) : cordes

## Réceptions critique et publique
Lors de sa sortie, l'album est jugé positivement par la critique, tels Les Inrocks qui soulignent « plusieurs niveaux d’écoute, allant de la « ritournelle » aux mélodies « entêtantes et cristallines » à l'interprétation marquée par le « timbre choral de Claire, [qui] titille l’ensemble en écho ».
L'album Boucle a atteint la 181e place et est resté classé trois semaines, début 2006, dans le Top 200 des meilleures ventes d'albums en France. Cet album a obtenu en 2006 le Grand Prix du disque de l'Académie Charles-Cros.